# Diego Perotti
Diego Perotti (Moreno, 26 de julho de 1988) é um futebolista argentino que atua como meia. Atualmente, está sem clube.

## Carreira

### Início
Perotti jogou nas categorias de base do Boca Juniors, onde depois de deixar o futebol por um ano por abuso psicológico passou a jogar pelo Deportivo Morón, estreando em pelos profissionais em 2006. 

### Sevilla
Em 2007 ele assinou com o Sevilla, da Espanha, para um quantia de 200.000 euros, tornando-se parte do Sevilla B, equipe reserva do Sevilla.
Em 15 de fevereiro de 200] estreou com a equipe principal na Primeira Divisão, em uma partida contra o Espanyol no Estadi Cornellà-El Prat e a partida terminou com a vitória de sua equipe por 2 a 0.

### Boca Juniors
No inicio de 2014, o Sevilla da espanha o emprestou para o Boca Juniors, onde vestiu a camisa 26

## Títulos
Sevilla
- Copa do Rei: 2009–10